# 次要调音
在语音学中，次要调音见于一个辅音的调音与多个简单辅音调音的组合相同时，这时其中至少一个音是近音。这种协同调音中，次要的调音就叫做“次要调音”。它并不“覆盖”或“吞没”主要调音辅音的音色，而是让后者带上次要调音辅音的色彩。Maledo (2011)将次要调音定义为叠加在主要调音辅音上的音色。

## 类型
国际音标支持多种次要调音的写法：
- 唇化是最常见的次要调音。例如，[kʷ]的主要调音辅音为清软腭塞音[k]，同时有[w]样圆唇。它同双调音部位辅音[k͡p]会形成对立，后者是两个部位同时成阻发出的音。
- 颚化最知名的例子是俄语的“软音”，如[tʲ]，其主要调音为清齿龈塞音[t]，同时有[j]样舌体抬升。
- 唇硬腭化是唇化和颚化的叠加，通常记作[ᶣ]。
- 软腭化是舌体后部趋向软腭的抬升，如英语“暗L”[lˠ]。
- 咽化是伴随咽部（会厌）的紧张，见于阿拉伯语“强音”，如[sˤ].。
- 声门化是声门的紧张。

调音有时难辨主次。例如龈腭音[ɕ ʑ]的调音，有时被视作是独立的单调音辅音，有时也可视作是龈后擦音的颚化，等同于[ʃʲ ʒʲ]或[s̠ʲ z̠ʲ]。

## 写法
国际音标中描写次要调音最常见的写法是将次要调音辅音加在主要调音辅音后，并写成上标。例如⟨kʷ⟩中的w写在k后面。但这种写法有歧义，可以将其理解为[k]以 [w]的形式除阻，如⟨kˡ kⁿ⟩（[k]以边音、鼻音除阻）。次要调音常会对周围的元音产生强烈影响，往往会有可察觉的差异。例如/akʷa/大概率不会原样实现为 [akwa]，可能更像[awkwa]甚至[awka]。因此唇化和颚化的IPA符号有段时期写在辅音底下（如[kʷ]写作⟨k̫⟩，[tʲ]写作⟨ƫ⟩），到现在仍有许多语音学家在用这种写法，而把⟨kʷ⟩、⟨tʲ⟩用于表示滑音。而国际音标标准中，类似的写法仅有软腭化/咽化一种（如暗L可写作⟨ɫ⟩），但软腭化本身就不多见，能被软腭化的辅音也屈指可数。也有上标表示滑音，下标表示次要调音的写法（如⟨tʲ⟩和⟨tⱼ⟩）。
国际音标中长盛不衰的传统是，任何符号都能写成上标，这表示其会使前面的“基音”带上它的色彩。例如，[ʃˢ]会是带有[s]音质的[ʃ]。然而，这一特征不会被解释为次要调音。上标也用于表示辅音的成阻或除阻方式、元音的前后滑音、快速或较弱的音素等。这些音，具体来说有前鼻化（[ᵐb]）、前塞音（[ᵖm, ᵗs]）、塞擦音（[tᶴ]）、前擦塞音（[ˣk]），以及颤音、擦音、鼻音、边音方式的除阻（[tʳ, tᶿ, dⁿ, dˡ]）、日化元音（[ɑʵ]）、双元音（[aᶷ]）。因此，⟨ˠ⟩可表示非软腭音的软腭化，也可表示软腭塞音以擦音除阻（⟨ɡˠ⟩）。元辅音混合的写法可以表示过渡：[ᵇa]可以表示前接/b/时的/a/，[fʸ]可以表示后接/y/时的/f/。
国际音标扩展2015版自1989年以来第一次添加了上标字母，以塞音的为主。